# 小淵內閣 (第二次改組)
小淵第二次改組内閣（日语：／ Obuchi Dainiji Kaizō Naikaku */?）是日本眾議院議員、自由民主黨總裁小淵惠三就任第84任內閣總理大臣（首相）後，自1999年10月5日至2000年4月5日組成的內閣。

## 國務大臣
- 內閣總理大臣 - 小淵惠三

2000年4月2日，小淵惠三首相因腦梗塞緊急入院，無法履行首相職務；2000年4月3日以後，由內閣官房長官青木幹雄擔任內閣總理大臣臨時代理
- 法務大臣 - 臼井日出男
- 外務大臣 - 河野洋平
- 大藏大臣 - 宮澤喜一
- 文部大臣、科學技術廳長官 - 中曾根弘文
- 厚生大臣 - 丹羽雄哉
- 農林水產大臣 - 玉澤德一郎
- 通商產業大臣 - 深谷隆司
- 運輸大臣、北海道開發廳長官 - 二階俊博 （自由黨、2000年4月1日以後、保守黨）
- 郵政大臣 - 八代英太（前島英三郎）
- 勞動大臣 - 牧野隆守
- 建設大臣、國土廳長官 - 中山正暉
- 自治大臣、國家公安委員會委員長 - 保利耕輔
- 內閣官房長官、沖繩開發廳長官 - 青木幹雄
  - 內閣官房副長官［政務］ - 額賀福志郎
  - 內閣官房副長官［政務］ - 松谷蒼一郎
  - 內閣官房副長官［事務］ - 古川貞二郎
- 金融再生委員會委員長 - 谷垣禎一（2000年2月25日- ）／越智通雄（ -2000年2月25日）
- 總務廳長官 - 續訓弘 （公明黨）
- 防衛廳長官 - 瓦力
- 經濟企劃廳長官 - 堺屋太一（民間人）
- 環境廳長官 - 清水嘉與子

## 外部連結
- 閣僚名單 （页面存档备份，存于）